# Giuse Maria Phạm Năng Tĩnh
Giuse Maria Phạm Năng Tĩnh (1917 – 1974) là một giám mục Công giáo người Việt Nam. Ông là giám mục tiên khởi giáo phận Bùi Chu. Khẩu hiệu Giám mục của ông là "Đến với Chúa Giêsu nhờ mẹ Maria".
Thời gian điều hành Giáo phận Bùi Chu của ông là một trong những thời gian khó khăn nhất do hoàn cảnh của miền Bắc Việt Nam lúc bấy giờ và do cuộc chiến tranh phá hoại của Mỹ.

## Thân thế
Phạm Năng Tĩnh sinh ngày 31 tháng 7 năm 1917 tại giáo xứ Quần Cống, nay thuộc xã Thọ Nghiệp, huyện Xuân Trường, tỉnh Nam Định, thuộc giáo phận Bùi Chu. Cậu bé Tĩnh lần lượt nhận các Bí tích Khai Tâm Kitô giáo như Bí tích Rửa Tội ngày 5 tháng 8 năm 1917; Bí tích Thánh Thể ngày 19 tháng 3 năm 1922 và Bí tích Thêm Sức ngày 22 tháng 7 năm 1927. Phạm Năng Tĩnh bắt đầu con đường tu học của mình vào năm 1931.

## Thời kỳ linh mục
Sau quá trình tu học, Phạm Năng Tĩnh được thụ phong linh mục ngày 4 tháng 8 năm 1945, ngay trước khi nổ ra cuộc khởi nghĩa giành chính quyền của Việt Minh. Chủ phong nghi thức truyền chức linh mục là giám mục Giuse Đa Minh Hồ Ngọc Cẩn. Sau khi được truyền chức, linh mục trẻ tuổi được bổ nhiệm làm Giáo sư trường Ninh Cường ngày 15 tháng 8 năm 1945. Đúng một năm sau đó, linh mục Tĩnh được thuyên chuyển đi làm Giáo sư Chủng viện Quần Phương.
Sau gần bốn năm giảng dạy tại Quần Phương, ngày 19 tháng 5 năm 1950, Phạm Năng Tĩnh được điều chuyển đảm nhận chức vụ Trưởng ban Lễ Nhạc Địa phận Bùi Chu kiêm Lục Sự Tòa án Hôn phối Địa phận. Tuy vậy, chưa được bao lâu, giám mục địa phận quyết định chọn linh mục Tĩnh làm chánh Văn phòng Tòa giám mục Bùi Chu ngày 13 tháng 6 năm 1951.
Ngày 20 tháng 9 năm 1954, Giám mục Hạt Đại diện Tông Tòa Bùi Chu Phêrô Maria Phạm Ngọc Chi bổ nhiệm linh mục Phạm Năng Tĩnh vào chức vụ Tổng Đại diện giáo phận. Sau Hiệp định Giơ-ne-vơ, Phạm Năng Tĩnh cũng di cư vào Miền Nam, sau được giám mục Chi yêu cầu trở về miền Bắc. Trong thời gian này ông theo dõi việc định cư cho giáo dân, cho nữ tu viện Đa Minh Bùi Chu.
Năm 1954, địa phận Bùi Chu về nhân sự có 178 linh mục triều, 14 linh mục dòng, 78 đại chủng sinh, một số lớn nữ tu và gần 210.000 giáo dân. Phần lớn nhân sự này di cư sau Hiệp định Genève: Đại diện Tông Tòa, linh mục Tổng Đại diện và linh mục Chánh văn phòng cùng 142 linh mục, chủng sinh, bề trên các hội dòng và trên 100.000 giáo dân. Sau di cư, địa phận Bùi Chu gặp khó khăn khi chỉ còn lại 35 linh mục già yếu, có vị đã hồi hưu, 54 thầy giảng và 90 nữ tu.
Ngày 20 tháng 3 năm 1959, Tòa Thánh loan báo chọn linh mục tổng đại diện Phạm Năng Tĩnh làm Giám quản Tông Tòa Địa phận Bùi Chu.

## Giám mục
Gần một năm sau khi được chọn làm Giám quản Tông Tòa, ngày 5 tháng 3 năm 1960, Tòa Thánh công bố chọn linh mục Phạm Năng Tĩnh làm Giám mục Đại diện Tông Tòa Hạt Đại diện Tông Tòa Bùi Chu trên danh nghĩa giám mục Hiệu tòa Berrnicia. Để việc tấn phong được tiến hành, linh mục Tĩnh đã đạp xe 40 km và đi đò trong đêm tối đến địa điểm cử hành nghi thức tấn phong là Thái Bình vào ngày 10 tháng 11 cùng năm. Chủ phong là giám mục Đa Minh Đinh Đức Trụ, tham gia buổi truyền chức ngay trong đêm, ngoài vị chủ phong và tân chức, chỉ có 2 người khác.
Ngày 24 tháng 11 năm 1960, cùng với việc thiết lập hàng giáo phẩm, giám mục Giuse Maria Phạm Năng Tĩnh được nâng lên làm Giám mục chính tòa Giáo phận Bùi Chu qua Tông Hiến Venerabilium Nostrorum của Giáo hoàng Gioan XXIII, đồng thời ông là vị giám mục chính tòa giáo phận Bùi Chu đầu tiên xuất thân từ chính giáo phận này. Sau đó chỉ 3 ngày, ông truyền chức linh mục cho 4 người trong đó có Giuse Maria Vũ Duy Nhất.
Trong thời kỳ cai quản của Phạm Năng Tĩnh, giáo phận Bùi Chu có hàng chục ngàn giáo dân nhưng chỉ có 35 linh mục. Vì thiếu linh mục cách trầm trọng, bản thân giám mục Tĩnh vào mỗi ngày Chủ nhật đều đạp xe đến cử hành lễ tại các giáo xứ nhằm mục đích khuyên bảo giáo dân sống đạo. Phạm Năng Tĩnh cũng viết và dịch trên 20 cuốn sách thuộc nhiều loại Công giáo, các sách ngắm nguyện về Thánh Tâm Chúa và Mẹ Maria, sách tu đức, sách luân lý,... và các luân thư hàng tháng đến giáo dân.
Cuối tháng 6 năm 1962, Phạm Năng Tĩnh cử hành nghi thức dâng giáo phận cho Thánh Tâm Chúa tại nhà thờ chính tòa Bùi Chu. Ngày 8 tháng 12 năm 196, ông truyền chức linh mục cho thêm 29 người, tổ chức tại Đền Thánh Phú Nhai. Đầu năm 1969, ông nhận được sắc và hiến pháp gửi về cho phép dổi tên Dòng Mến Thánh giá Bùi Chu thành dòng Thừa sai Đức Mẹ Trinh Vương gọi tắt là hội dòng Trinh Vương. Giám mục Giuse Phạm Năng Tĩnh Công bố Sắc Tòa Thánh và mở lớp đầu tiên cho dòng Trinh Vương ngày 19 tháng 3 năm 1969. Ngày 4 tháng 8 năm 1970, ông chủ sự lễ tạ ơn kỷ niệm 25 năm chức vụ Linh mục của ông tại nhà thờ chính tòa Bùi Chu.
Ngày 11 tháng 2 năm 1974, Phạm Năng Tĩnh từ trần ở tuổi 57 tại Tòa giám mục Bùi Chu và được an táng trong Nhà thờ chính tòa Bùi Chu. Lễ an táng cử hành tại nhà thờ chính tòa Bùi Chu do Phó Tổng giám mục Giuse Maria Trịnh Văn Căn chủ tế, với sự tham gia của các linh mục tổng đại diện các giáo phận miền Bắc cùng toàn thể hàng linh mục và hơn 50.000 giáo dân giáo phận Bùi Chu. Trong tang lễ, linh cữu của ông cũng được rước trên quãng đường dài 5 km quanh nhà thờ chính tòa Bùi Chu.

## Tông truyền
Giám mục Giuse Maria Phạm Năng Tĩnh được tấn phong giám mục năm 1960, thời Giáo hoàng Gioan XIII, bởi:
- Chủ phong: Đa Minh Đinh Đức Trụ, giám mục Đại diện Tông Tòa Hạt Đại diện Tông Tòa Thái Bình.